# Pád Západořímské říše

Římská říše (510 př. n. l.–530 n. l.)
Republika
Říše
Východořímská říše
Západořímská říše

Pád Západořímské říše byl proces pozvolného rozpadu říše, označované později jako Západořímská říše, který se odehrával zhruba od 3. do 6. století, často se však spojuje s datem 4. září 476. Toho dne byl poslední (ale už nelegitimní) císař, Romulus Augustus, posměšně nazývaný Augustulus (císaříček), donucen k abdikaci germánským vůdcem Odoakerem, který se následně zmocnil území Itálie. Odoaker nepřijal titul císaře, byl prohlášen králem. Rok 476 nebyl pro současníky nijak přelomový, vzhledem k tomu, že nedošlo ke změně režimu. Pro historiografii se ovšem území Itálie stalo sídlem germánské vlády.
V roce 395, za vlády císaře Theodosia I. (347–395) byla Římská říše rozdělena na dvě části: Východořímskou říši a Západořímskou říši. Vláda nad těmito částmi byla rozdělena mezi Theodosiovy dva syny. Západnímu Římu vládl Flavius Honorius a východnímu Flavius Arcadius. Označení Západořímská a Východořímská říše je však pouze současné, ve skutečnosti se jednalo o jednu říši, jíž vládli dva císaři. Tato proměna měla zastavit celkový úpadek říše, avšak nakonec zůstala pouze východní část.
Největší rozlohu měla západní část Říma v době vlády císaře Traiana (98–117), který se proslavil také jako vojevůdce, získáváním území a budováním Říma. Tento vzkvétající stát měl rozlohu od dnešního Skotska po Irák. Finanční systém té doby umožnil zvýšení daní, avšak ekonomika byla postavena hlavně na dobývání nových území, což v budoucnu způsobilo její kolaps. Také obecně vojenský systém byl velmi vyspělý, stejně jako všichni centurioni byli dobře placení, gramotní, odpovědní za výcvik a disciplínu. Senát a římská aristokracie však ztrácely politický vliv i zájem o stát, který se víc a víc opíral o armádu a vysoké vojenské hodnosti byly proto velmi významné a často znamenaly obecně vysoké postavení. Například titul Magister militum, vojenský velitel, v sobě pojil nejvyšší vojenské, ale také administrativní pravomoci, proto měli tito magistři militum často rozhodující vliv na politiku státu. Armádu však tvořili převážně barbarští žoldnéři, protože Římanů ubývalo a z vojenské služby se vykupovali.
Po smrti (křesťanského) vojevůdce Aetia, který pocházel z Moesie (dnešní Silistra v Bulharsku) a byl nazýván poslední Říman, a jeho císaře Valentiniana III. začala poslední kapitola dějin západního Říma. Valentinianus po sobě nezanechal žádného dědice, a tak s ním vymřela dynastie, která vládla říši po celé století. Na trůně se po jeho smrti vystřídalo celkem devět velmi krátce vládnoucích císařů, z nichž šest zemřelo násilnou smrtí. Většina z nich však byla pouhými loutkami vojenských velitelů, kteří měli skutečnou moc.
Již dávno před tím, než se Římská říše rozdělila, byl v proudu celkový rozvrat vyšších vrstev společnosti, tradiční římské náboženství ztratilo přesvědčivost a stalo se jen státním kultem. Mezi různými náboženstvími, která se šířila z nižších městských vrstev, se prosadilo křesťanství. Postupně začala kolabovat i vojenská moc, docházelo k mnoha vzpourám a vnitřním sporům a vlivem toho nastávaly problémy s ekonomikou. Říši nevládl mocný císař, ale loutky vojenských velitelů, skutečnou mocí nad říší nikdo nedisponoval. Největším problémem se staly nezastavitelné masy barbarských kmenů, Hunů a Germánů, přicházejících z východu do západní Evropy v rámci tak zvaného stěhování národů.

## Krize, obnovení moci

### Krize třetího století
Římskou říši ještě před rozdělením na dvě části poznamenala Krize třetího století (mezi lety 235 a 284/285), spojená s vzestupem perských Sasánovců. Krize se týkala většiny provincií na které měla destruktivní dopad. Jejím projevem byla především politická nestabilita s častým střídáním císařů, snížená imunita vůči útokům zvenčí a občanské války podnícené vzpourami. Dácie na území dnešního Rumunska byla opuštěna v důsledku římského ústupu, stejně jako další provincie. Mezi lety 260–274 byla říše rozdělena na tři části, Galské císařství na západě, které zaniklo brzy po smrti svého zakladatele Postuma (260–269), Palmýrskou říši (Palmýra), která byla hranicí impéria na východě, a jimi obklopenou Římskou říši. Když krize třetího století pominula a říše se vzpamatovala, svou ekonomiku nasměrovala opět k úspěšné obraně.

### Dominát, tetrarchie

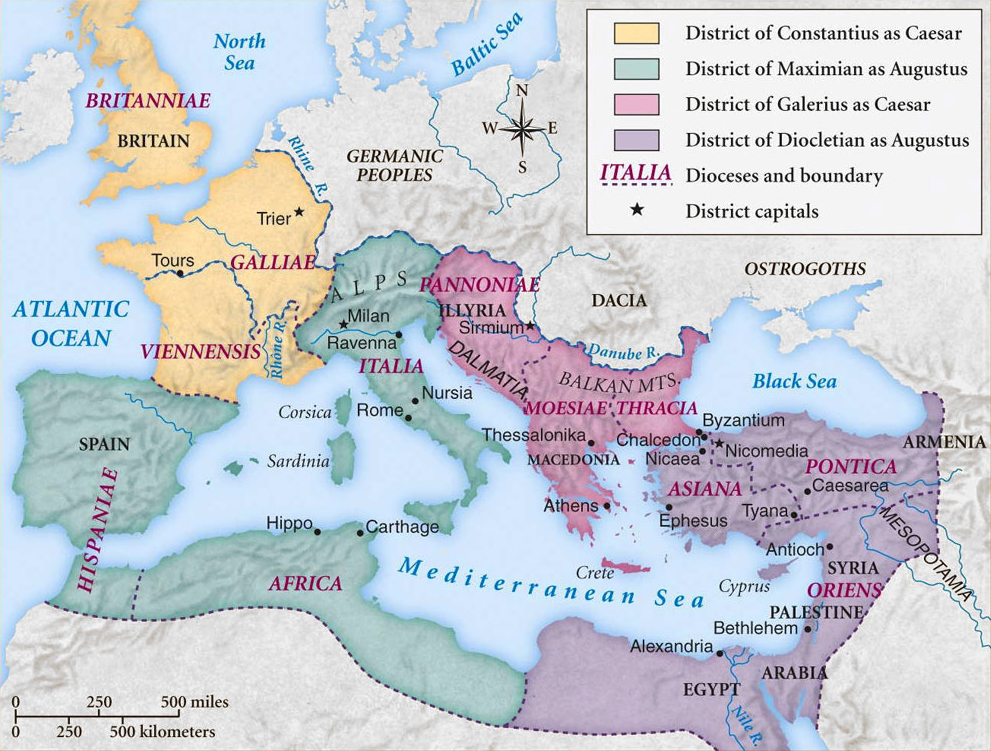
Tetrarchie

Počátkem vlády císaře Diocletiana (284–305) začala epocha dominátu, kde byl císař autokratickým panovníkem, jehož autorita pramenila z jeho proklamovaného božského původu. Císař se proto nechal nazývat dominus et deus- pán a bůh. V roce 293 nastolil Dioklecián jako symbol konce krize systém tetrarchie, kdy říši vládli čtyři císaři, dva starší s hodností Augustus a dva mladší s hodností Caesar. Toto rozdělení oslabilo postavení Říma jakožto hlavního města, protože císaři se usídlovali na strategicky výhodnějších místech. Rozdělení samotné se ale velmi osvědčilo při zajišťování obrany impéria a vojenská moc byla obnovena. Římská armáda podle záznamů čítala 389 704 mužů na zemi a 45 562 na lodích. Legie upevnily hranici na Dunaji úspěšnými boji s Markomany, Sarmaty a Alamany. Diocletianus porazil roku 297 Peršany a uzavřel s nimi za výhodných podmínek mír. Po Diocletianově odstoupení v roce 305 ale vypukl chaos a krvavé boje o moc. Roku 312 se vlády nad celou západní částí impéria ujal Konstantin I., který později získal vládu nad celou Římskou říší. Náhradou tetrarchie bylo obnovení systému založeného na dědičnosti, který často ústil v nesouhlas lidu, a tak se občanská válka stala nástrojem výměny císařského režimu. I když byla říše opět sjednocena Konstantinem Velikým, říše stále existovala v neustálém napětí mezi potřebou dvou císařů a jejich vzájemnou nedůvěrou. Konstantin rozdělil říši na čtyři praefektury a to, Orient, Illyricum, Itálii a Gálii, v jejichž čele stáli jím jmenovaní praefekti. Konstantinův způsob vlády se v mnohém řídil příkladem Diokletiana. Příkladem je ono rozdělení říše na čtyři části nebo neúspěšné pokusy o snížení inflace vydáváním kvalitních mincí.
V době, kdy Římská říše zahájila útoky na nepřátele v Germánii a Sasánovské říši, byly potenciálně nebezpečné skupiny lidí přijaty do říše, kde získali půdu, byly jim přiděleny povinnosti v rámci císařského systému a rekrutovali se do armády. Také se změnil přístup k císaři a jeho vnímání. Už za Diokleciána, i přes jeho božský původ, ubývalo žádostí směřovaných přímo k císaři a většina informací byla filtrována přes jeho dvořany, rádce a generály. Tím klesla císařova moc nad říší, a tak se začala objevovat podporovaná korupce a vydírání. Problémem byli barbarští rekruti, kterých v římské armádě přibývalo a kteří postupně zastávali stále vyšší postavení v armádě.

## Vzestup křesťanství

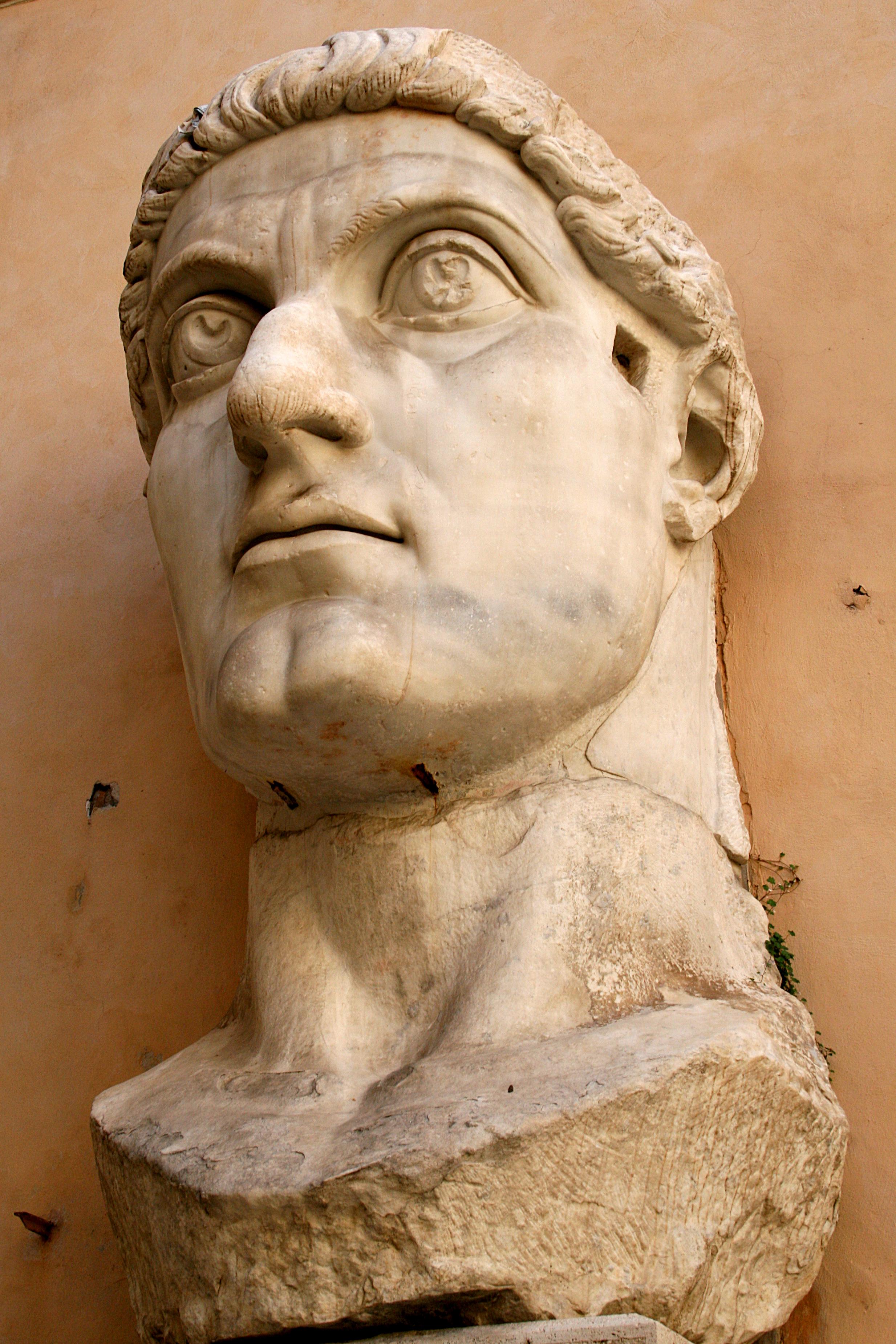
Hlava Konstantinovy sochy v Kapitolských muzeích v Římě

### Edikt milánský
V roce 313 vznikl Edikt milánský, dohoda mezi západořímským císařem Konstantinem I. a východořímským císařem Liciniem, která zajistila obyvatelům svobodu vyznání a oficiální konec pronásledování křesťanů. Konstantin nechal 11. května 313 vysvětit město Konstantinopol, postavené na území bývalé byzantské osady, křesťanskými kněžími a prohlásil ho hlavním městem Východořímské říše. Tento počin byl následován vznikem křesťanské ortodoxie a oficiálními i soukromými akcemi proti pohanům a neortodoxním křesťanům. Císař Konstantin původně zastával svobodu náboženství a byl tolerantní ke svým poddaným, jejichž většinu tvořili pohané, ale pod nátlakem opozice brzy své mírné stanovisko opustil. Nejdříve nechal zabavit pokladny pohanských chrámů a poté zakázal provádění pohanských obřadů, kam spadalo např. přinášení obětí bohům. Konstantinův syn Konstanin II. pokračoval v boji proti pohanským kultům a v letech 346 a 356 vydal silně represivní zákony proti pohanům.
Vláda následujícího císaře Juliana (Iulianus Apostata) (360–363) byla charakteristická reformami s cílem zvrátit vliv předešlých křesťanských císařů a vůči křesťanství podpořit tradiční kulty. V letech jeho vlády proto křesťané přišli o mnoho výsad, byli pronásledováni, proto mu křesťanská tradice dala přídomek poslední pohan nebo odpadlík. Zakázal například křesťanským profesorům učit na klasických školách. Jeho smrt pohřbila poslední naději na obnovení tradičních poměrů a státního kultu. Julianův nástupce Jovianus (Iovianus) (363–364) okamžitě odvolal platnost všech jeho nařízení a navrátil křesťanům ztracené výsady. Po něm vládnoucí bratři Valens (364–378) a Valentinianus I. (364–375), byli oba křesťané, ale všeobecně tolerantní k ostatním přesvědčením. Mezi sebe vládu opět rozdělili teritoriálně. Valens vládl východní části říše, Valentinianus jejímu zbytku. Bohatství církve okamžitě zvýšilo zdroje veřejného, ale i soukromého majetku, využívaného k investicím do církevních staveb a náboženského života.

### Bitva u Adrianopole
Roku 378 vypuklo gótské povstání v důsledku nedostatku kapacit k zabezpečení a uživení enormního počtu gótských uprchlíků. Situaci nadále zhoršovala hrabivost Římanů, kteří zneužívali svého postavení ke svému prospěchu, a tak potraviny které měly být přiděleny Gótům, byly zabaveny jednotlivými veliteli. Povstání Gótů a Thráků sužovaných hladem vyústilo v bitvu u Adrianopole, která skončila drtivou porážkou Říma. Aby bylo zabráněno hrozícímu pádu celého obranného systému, je augustem zvolen Theodosius, schopný vojevůdce. Theodosius roku 392 zakázal všechny pohanské náboženské kulty na území říše. Eugenius, učitel rétoriky a uzurpátor v letech (392–394) se v reakci na to zřekl křesťanské víry a pokusil se o renezanci tradičního náboženství. Když roku 394 zemřel, poprvé v dějinách křesťané získali rozhodující většinu v senátu. Po bitvě na řece Frigidus roku 394 se křesťanství v podobě hlásané katolickou církví stalo jediným povoleným náboženstvím, ještě v témže roce byl spálen Diův chrám v Olympii a Theodosius zakázal pořádání antických olympijských her, které byly oslavou pohanských bohů.

## Rozdělení říše
Po rozdělení říše (395) mezi Theodosiovy syny připadlo území Východořímské říše Flaviu Arcadiovi, kterému bylo 18 let, a Západořímskou říši získal jeho o sedm let mladší bratr Honorius. Vlády nad Západořímskou říši se okamžitě ujal Honoriův Magister militum Flavius Stilicho, jehož otec byl vůdcem Vandalů, sloužící pod císařem Valentem. Stilicho často zasahoval do záležitostí Východořímské říše, kde místo mladého císaře Arcadia vládl Flavius Rufinus, který byl tehdy prefekt praetorianské gardy. Iluze jednoty mezi oběma říšemi se vytrácela, když došlo ke sporům v illyrské oblasti. Tyto oblasti patřily původně k západořímské říši a byly významným zdrojem spolehlivých rekrutů, avšak po bitvě u Adrianopole, území připadlo do správy Východořímské říše. Rufinus byl v roce 395 probodnut na vojenské přehlídce pravděpodobně vrahy, kteří byli najatí Stilichem.

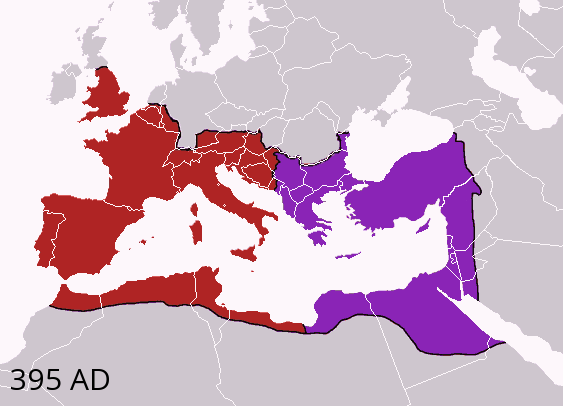
Rozdělení říše Theodosiem v roce 395

### Visigótské království
Počátkem 5. století pronikali Vizigóti pod vedením Alaricha I. do severní Itálie a obléhali i Mediolanum, tehdejší císařské sídlo. Stilicho nakonec útok odrazil, ale Honorius přesto vydal rozkazy k přemístění císařského dvora do Ravenny, aby měl možnost úniku po moři. V roce 405 přišla další vlna gótských svazů a pod vedením krále Radagaise se probili až do oblasti Florencie. V bitvě u Faesulae byl král poražen a 23. srpna 406 popraven. Dne 31. prosince překročily spojené kmeny Vandalů, Svébů, Alanů a Burgundů zamrzlý Rýn, pravděpodobně prchali před Huny. Slabý římský odpor byl rychle rozdrcen a Galie byla zpustošena, barbarské kmeny tehdy pronikly až k Pyrenejím. Hranici na Rýně se již nikdy nepodařilo obnovit. Honoriovy obavy o bezpečnost sídla v Ravenně stále přetrvávaly, a tak bylo povoláno několik uzurpátorů. Roku 407 jeden z nich, Claudius Constantinus vyhnal Germány z území Galie. Když byla pod jeho velením dobyta i Hispánie byl Honoriem uznán za spoluvladaře. Jako císař byl známý pod jménem Constantinus III. (Konstantin III.). Zemřel v roce 411, když byl zajat velitelem západořímského vojska Constantiem a zavražděn v Ravenně při cestě na popraviště.
Po Stilichonově smrti v roce 409, nebyl Honorius schopen dovést do konce vyjednávání s Alarichem obléhajícím Řím. Alarich si nejprve vymohl astronomické retribuce v Ravenně a poté pronikl do samotného Říma. Dalším konfliktům mezi Góty a Západořímskou říší předešla smlouva, která Gótské kmeny povýšila na římské spojence a jejich hlavní povinností se stala obrana hranic impéria. V roce 418 se na území Říma vytvořil první oficiálně uznávaný barbarský stát Tolosánské království, které dosahovalo od Tolosy až k pobřeží Atlantiku. Honorius si tehdy plně neuvědomoval vážnost budoucích následků tohoto kompromisu. Byl to další krok k postupnému rozkladu říše.

### Vandalové
Útoky barbarských kmenů na území Západořímské říše neustávaly. Ravennský dvůr měl v té době několik schopných generálů, nejvýraznější z nich byli Flavius Constantius Felix, Flavius Aethius (Aëtius) a Bonifatius. Bonifatius ovládl část severní Afriky, přičemž si počínal samostatně natolik, že odmítl uposlechnout rozkaz od císaře Valentiniana III. k návratu do Říma. Dokonce žádal Vandaly, aby se přeplavili z Hispánie a pomohli mu odrážet útoky císařských vojsk. Pod vedením krále Geisericha se 80 000 Vandalů dostalo přes moře do Afriky a roku 429 začali obsazovat severoafrické pobřeží. Valentinianus se sice s Bonifatiem usmířil, ale proti Vandalům nic nezmohla ani spojená vojska východu i západu. Proto byla roku 435 i s Geiserichem uzavřena smlouva, která Vandalům poskytla spojenecký status a území Maroka a západního Alžírska. Geisericha však ani smlouva neodradila od další expanze. Roku 439 dobyl dokonce Kartágo, v té době významné římské centrum, a s ním velkou část římského loďstva, kotvícího v jeho přístavech. Díky získané válečné flotile se Vandalové stali vážným ohrožením a mezi lety 440–442 obsadili Sicílii, Sardinii, Korsiku a Baleáry, kromě toho flotila nepřetržitě ohrožovala italské břehy. V roce 441 se objevili Hunové v čele s Attilou. Valentinianus III. si uvědomil, že vojsko nemá dost sil, aby bojovalo současně na dvou frontách, a proto byl nucen uzavřít s Vandaly spojenectví, s tím že potvrdil všechny jejich ohromné územní zisky. A tak v roce 442 přiznal Řím Vandalům Kartágo i moc nad dosud římskou částí Alžíru, a tím i nezávislost Vandalského království.

### Hunové

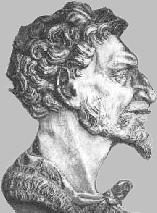
Attilova podobizna na medailonu

Hunové doposud sužovali pouze Východořímskou říši, ale roku 441 se obrátili i proti Západořímské říši. Hunský vůdce Attila postupoval Evropou na západ a měl v plánu dobýt i Galii, která v té době patřila Římanům a Vizigotům, kterým vládl Theodorich I. Původně měli Hunové zaútočit pouze na Vizigóty, to však Attilovi nestačilo. Záminku, aby vpadl do Západořímské říše, mu poskytla sestra císaře Valentiniana Justa Grata Honoria. Ta se na Attilu obrátila se žádostí, aby ji ochránil před sňatkem, který ji sjednal bratr. Attila si žádost vyložil jako nabídku pro sebe, ihned vypravil do Ravenny poselství, jehož prostřednictvím žádal o ruku Honorie a polovinu Západořímské říše jako věno. Valentinianus jeho žádost odmítl, a tak Hunové a jejich germánští spojenci vpadli v roce 451 do Galie. Zpočátku Hunové postupovali rychle, přitom plenili města z nichž si odnášeli bohatou kořist. Po vyplenění Met se Attila vydal k Orléansu. Po dlouhém obléhání město dobyl, ale když se střetl se svým bývalým spojencem, generálem Aetiem, byl nucen se stáhnout. Boje vyústily v bitvu na Katalaunských polích, ve které utrpěly obě strany velké ztráty a v bojích padl i vizigótský král Theodorich I. Zvítězit se podařilo Aetiovi, který nechal Attilu, aby se stáhl se svými vojsky z Galie.
Aetius se vítězstvím v bitvě na Katalaunských polích stal významnou osobností a s jeho slávou vzrůstal také jeho vliv, kterého se začínal obávat i císař Valentinianus. V roce 454 sezval své vojevůdce do císařského paláce a Aetia vlastní rukou probodl, aby následně byl o šest měsíců později zavražděn jeho věrnými důstojníky. Aetius bývá nazýván poslední Říman či poslední z velkých Římanů, a rok jeho smrti se někdy považuje za konec Západořímské říše. Kromě vojevůdce byl také diplomatem, který držel hroutící se říši pohromadě, a s jeho smrtí zanikly jím dojednané spojenecké smlouvy. Také smrt Valentiniana III. byla pro říši ranou. Nebyl sice významným vladařem, ale neměl syna, který by převzal vládu, a tak spolu s ním zanikla i jeho dynastie.

## Pád

### Období stínových císařů
Po Valentinianově smrti v roce 454 se vlády ujal Petronius Maximus, který pocházel z urozené senátorské rodiny. Protože na trůn neměl právní nárok, přinutil Valentinianovu vdovu Eudoxii, aby se za něho provdala a svého syna Palladia oženil s její dcerou Placidií. Placidia již však byla zasnoubena se synem krále Geisericha, který tím dostal záminku k útoku na západní Řím. A tak když se v květnu roku 455 v ostijském přístavu vylodila obávaná vandalská flotila v čele se samotným Geiserichem, Maximus se pokusil z Říma uprchnout, byl však na útěku ubit rozzuřeným davem. Poté Vandalové vnikli do Říma a vyplenili jej, odvezli si nesrovnatelně větší kořist než Alarich v roce 410, včetně zajaté císařovny a jejích dvou dcer.
Nástupcem Petronia Maxima se stal Eparchius Avitus, pocházející z urozené galské rodiny. Jeho dobré kontakty s Galy a Germány v Římě budily podezření a odpor. Proto se proti němu postavil velitel Flavius Ricimer a po vítězství v bitvě u Placentie roku 456 ho přinutil k abdikaci. Ricimer se stal vrchním armádním velitelem a vládl ze zákulisí, protože na trůn dosadil císaře podle svého uvážení. Říše se stala velmi nestabilní, zvláště vlivem občanské války mezi Ricimerem a Antehemiem, jehož dosadil na trůn východořímský císař Leon I. (457–474). Úkol vyjednat mír připadl západnímu senátoru Olybriovi, než však stačil splnit svou misi, byl Anthemius zavražděn a Olybrius nastoupil místo něho na západořímský trůn. Své postavení si Ricimer udržel do roku Olybriovy smrti v roce 472, kdy byl císařem prohlášen Glycerius, věhlasný svou pobožností a špatnými panovnickými schopnostmi. Glycerius nebyl uznáván lidmi jako právoplatný císař a Leon I. také odmítal jeho proklamaci a místo něj dosadil svého kandidáta Julia Nepota (474–475). Julius Nepos byl zrazen svým vojenským velitelem Orestem, který proti císaři obrátil jeho vlastní vojsko, určené k tažení proti Eurichovi. Za pomoci armády vedené skirským vojevůdcem Odoakerem ho sesadil z trůnu. Nepos se stáhnul zpět do rodné Dalmácie a ocitnul se ve vyhnanství. Roku 480 byl zavražděn v Saloně, pravděpodobně svým předchůdcem Glyceriem. V té chvíli Orestovi nic nebránilo v plánu dosadit na trůn svého syna Romula Augusta, který byl v té době ještě dítětem. V Konstantinopoli nebyl Romulus Augustus nikdy uznán císařem, nebyl tedy legitimní, proto se za posledního Západořímského císaře považuje Julius Nepos, přesto že již nesídlil v Itálii.

### Odoaker

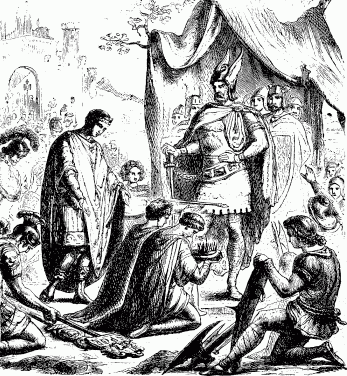
Odoaker a poslední císař Romulus Augustus

Orestovi k získání trůnu výrazně pomohli bojovníci vedení důstojníkem Odoakerem, jeho armáda sestávala z germánských Skirů, Herulů a Turcilingů. Orestes s Odoakerem uzavřel dohodu, že za pomoc při vyhnání Julia Nepota z Itálie se mohly tyto kmeny usadit na území Itálie. Po splnění první části dohody však Orestes váhal a podcenil sílu germánské armády. Jeho armáda byla roku 476 rozdrcena a Orestes zemřel, zatímco Romulus Augustus byl Odoakerem vzhledem k nízkému věku velkoryse ušetřen a poslán na venkov. Odoakerova armáda se zmocnila Ravenny, avšak toto císařské sídlo osiřelo. Odoaker se snažil zlegalizovat svůj titul vládce italské provincie, proto bylo v jeho zájmu, aby byl schválen tehdejším východním císařem Zenónem. Zeno nejprve váhal a namítal, že vládcem Říma byl stále Julius Nepos sídlící v Dalmácii. Nakonec, vzhledem k tomu, že Odoaker nepřijal titul císaře a prohlásil se pouze králem, jej Zeno prohlásil patriciem. Odoaker tedy vládl Itálii pouze jako král a i v mnoha dalších ohledech byl skromný. Na své mince nechal razit Zenonovu podobu. Východořímská říše proti němu nikdy nezakročila, přestože Konstantinopol ho nikdy neuznala, takto si Odoaker udržel vládu nad Itálií až do roku 493. Z formálního hlediska absence západořímského císaře skončilo rozdělení říše na dvě části, a tak mohl senát rozhodnout, že se Zeno stal oficiálním vládcem jak západní, tak východní části. Ale prakticky byl Odoaker nezávislým vládcem Itálie, stejně jako Geiserich vládl severní Africe a Eurich Galii a Hispánii.
Nakonec východní císař Justinián I. (518–527) uznal za Odoakerova nástupce ostrogótského krále Theodoricha Velikého. Rok 476 byl proto ve zpětné perspektivě víc než jen dočasnou změnou vlády. Představoval významný mezník, přesto že v očích současníků se mnoho nezměnilo, protože nedošlo ke změně režimu a král Odoaker si v mnohém počínal lépe než předešlí římští císaři. Jako datum pádu Západořímské říše se uvádí proto, že Itálie, která byla hlavním sídlem římské vlády, se stala sídlem vlády germánské šlechty. Poslední významné římské území se tak stalo jedním z mnoha germánských království a říše již nebyla jedním celkem. Rok 476 je také dnes hranicí, která odděluje starověk od středověku.

### Východořímská říše
Východořímská říše přežila západní polovinu impéria o řadu století, s krátkým přerušením (1204–1261) se udržela až do roku 1453. Přetrvala především z důvodů výhodnější geografické polohy, neboť východní Řím sousedil s civilizovanými Peršany, kteří dodržovali mírové smlouvy, zatímco západní Řím musel hájit dlouhou hranici podél Rýna a horního toku Dunaje a pokud jedna z obranných linií padla, byla nepřátelům otevřena cesta přímo do Itálie, Galie, nebo Hispánie. Ze stejných příčin nemusela Východořímská říše v letech 382–395 povolit na svém území usídlování velkého množství Germánů, kdežto západ neměl jinou možnost. Kromě toho východořímská říše měla vyvinutější strukturu vládní moci a v důsledku toho disponovala většími finančními zdroji než západořímská říše, proto si dokázala lépe udržet svou vojenskou moc a obranu. Díky vládní struktuře byla také mnohem stabilnější a ve srovnání s Západořímskou říší docházelo k zanedbatelnému množství vnitřních sporů. V období 364 až 476 byl vnitřní mír narušen pouze dvěma uzurpátory, kteří byli rychle odstraněni, zatímco v západořímské říši muselo být potlačováno mnoho povstání.